# Johann Bernhard Nollet
Johann Bernhard Nollet (né en 1748, mort c. 1802) est un facteur d'orgue allemand dont l'atelier se trouve à Trèves.
Fils de Roman Benedikt Nollet, il reprend l'atelier de celui-ci après son retrait en 1777.  
Réalisations notables :
- 1773 : Klausen (à présent église St. Martin – avec son père)
- 1773 : Abbaye Notre-Dame d'Orval (Belgique) (abbaye cistercienne, avec son père)
- 1786 : Abbaye de Himmerod
- 1786 : Abbaye de Prüm